# Trotosema
Trotosema là một chi bướm đêm thuộc họ Erebidae. Các loài thuộc chi này được tìm thấy ở đông nam châu Á, bao gồm Thái Lan, Borneo và Malaysia.

## Loài
Theo thứ tự bảng chữ cái:
- Mosopia eudoxusalis (Walker, [1859]) Thềm Sunda, Thái Lan
- Mosopia kononenkoi Holloway, 2008 Borneo, Sumatra, Malaysia bán đảo, Thái Lan
- Mosopia magniplaga (Swinhoe, 1905) Meghalaya
- Mosopia megaspila Walker, [1866] Malaysia bán đảo, Borneo
- Mosopia pallidusalis Holloway, 2008 Borneo
- Mosopia sordidum (Butler, 1879) Nhật Bản, Hàn Quốc